# Prins Munetaka
Prins Munetaka japanska 宗尊親王, bokstavligen Munetaka-shinnoue) född 1242, död 1274. Munetaka var den sjätte Shogunen av Japan genom Kamakura-shogunatet. Han var kejsare Go-Sagas äldste son och efterträdde Kujo Yoritsugu på posten som shogun 10 år gammal 1252. Precis som sin företrädare var han en marionett för Hojo-klanen och ägnade sig åt Waka istället för politik. 1266 avsattes han och efterträddes av sin tvååriga son Prins Koreyasu.